# Schwaansche Straße

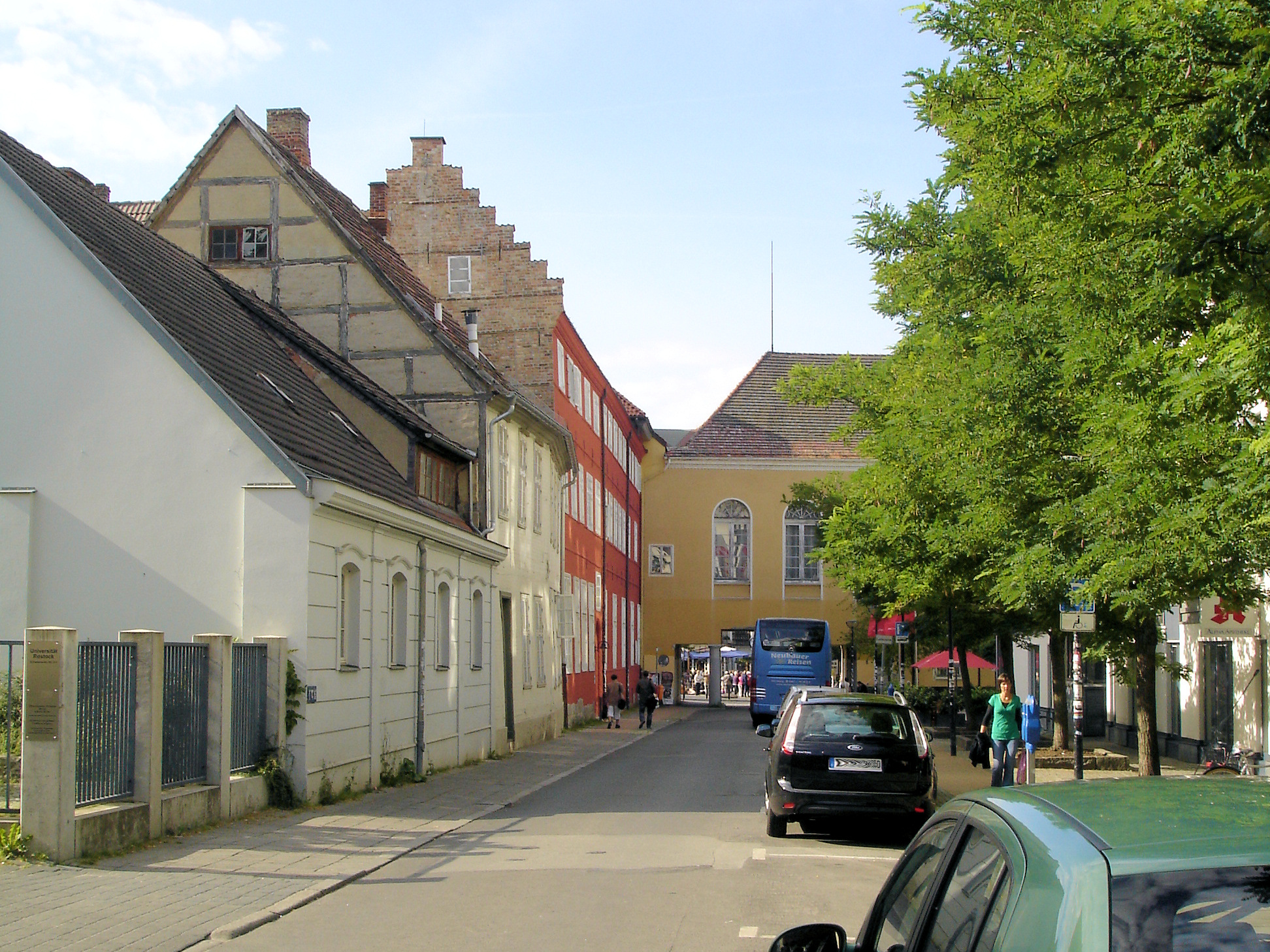
Schwaansche Straße von Süden

Die Schwaansche Straße in Rostock ist eine Straße im historischen Stadtkern der Hansestadt. Sie führt vom Universitätsplatz in Richtung Südosten und endete ursprünglich am nicht mehr vorhandenen Schwaanschen Tor. Sie ist Teil der einstigen Rostocker Neustadt.

## Verlauf
Seit 1910 ist die Schwaansche Straße im Norden über eine rechteckige Durchfahrt unter dem Barocksaal mit dem Universitätsplatz verbunden. Weiter südlich mündet die Altbettelmönchstraße in die Schwaansche Straße ein, die sie mit ihrer Parallelstraße, der Rungestraße, verbindet. Ihr südliches Ende befindet sich an der Einmündung der Wallstraße; den weiteren Verlauf bildet die Hermannstraße, die wie die Wallstraße schon zur Steintor-Vorstadt gehört. In der Schwaanschen Straße besteht ein relativ starkes Verkehrsaufkommen von Kraftfahrern, Radfahrern und Fußgängern.

## Geschichte

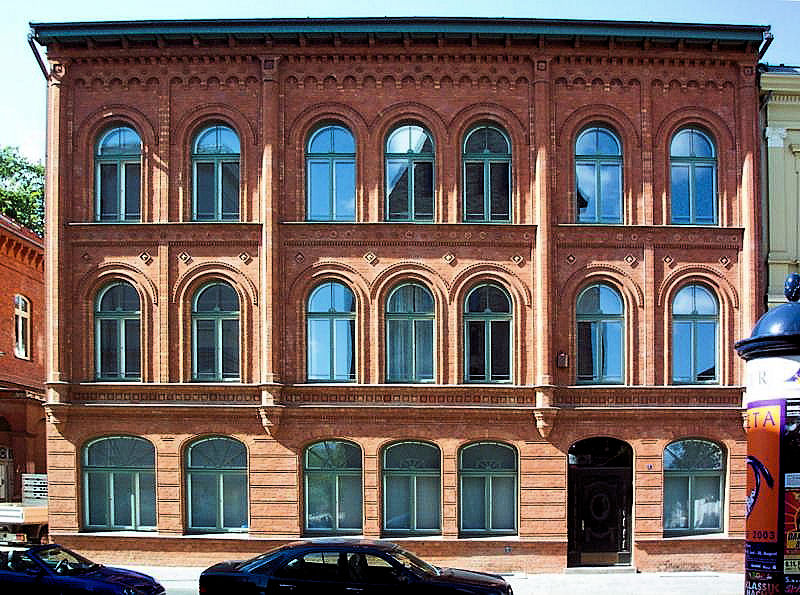
Verwaltungsgebäude der Universität Rostock in der Schwaanschen Straße

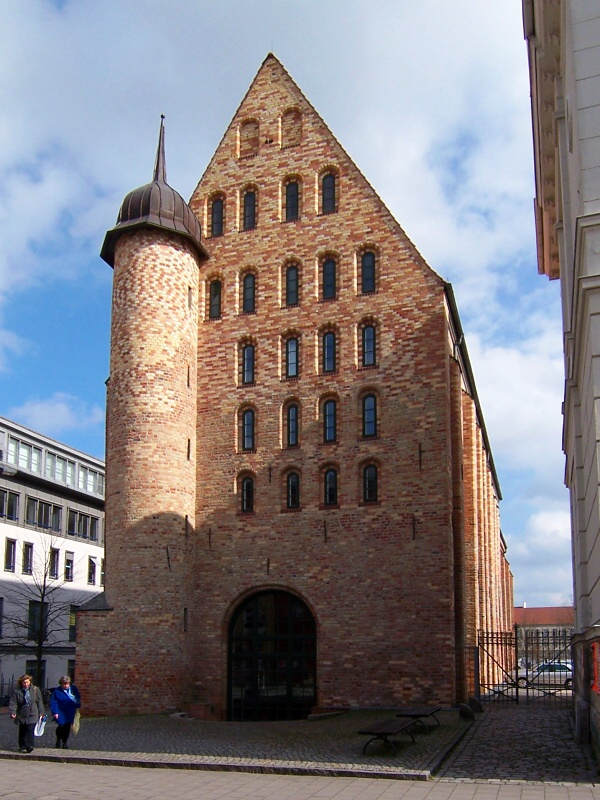
Westgiebel des Michaelisklosters

Die Schwaansche Straße fand als platea Sywan im Jahr 1272 ihre Ersterwähnung. Es ist strittig, ob ihr Name von der mecklenburgischen Kleinstadt Schwaan oder einer gleichnamigen Kaufmannsfamilie herrührt. Sie führte im mittelalterlichen Rostock ein Schattendasein und war dementsprechend nur mit Buden, nicht aber mit Giebelhäusern bebaut. Vielmehr diente sie als Hinterhof der Häuser am Hopfenmarkt, dem heutigen Universitätsplatz. Sie erfuhr eine größere Bedeutung, als im 16. Jahrhundert auf ihrer Ostseite das Fraterhaus der Brüder vom gemeinsamen Leben, das Michaeliskloster, errichtet wurde. Im Zuge der Bebauung der Südseite des Hopfenmarktes mit Häusern der mecklenburgischen Landesherrschaft im 18. Jahrhundert fungierten die Gebäude der Schwaanschen Straße wiederum als deren Hinterhof. Im 19. Jahrhundert entstanden in der Schwaanschen Straße mehrere Backsteingebäude im Stil der Neorenaissance. In den Bombennächten Ende April des Jahres 1942 nahm die Nordostseite der Schwaanschen Straße schweren Schaden, die Westseite blieb hingegen intakt.

## Sehenswertes
Auf der Nordwestseite sind zwei Fachwerkhäuser aus dem späten 18. Jahrhundert zu sehen. Eines davon, die Nummer 5, wird wegen eines Knicks als „Beulenhaus“ bezeichnet, da dort wohl zwei ursprünglich getrennte Häuser zusammengefasst wurden. Weiter südlich schließt sich ein spätklassizistischer, gelb getünchter Bau an, in dem sich das Heinrich-Schliemann-Institut für Altertumswissenschaften befindet. Im Folgenden, im Stil der Neorenaissance errichteten Gebäude, sitzen der Kanzler und die Verwaltung der Universität Rostock. Den südlichen Abschluss bildet ein historisierender Backsteinbau, der früher Sitz der Rostocker Sparkasse war und in dem sich heute ein Einrichtungshaus befindet.
Auf der Nordostseite befindet sich ein modernes Hotelgebäude, an das sich weiter südlich die Einkaufspassage Rostocker Hof anschließt. Bis 1942 befand sich dort das 1878/79 nach Plänen von Carl Luckow errichtete Rostocker Land- und Amtsgericht, ein Bau im Stil der Backsteinrenaissance. In der DDR-Zeit hatte bis zum Ende der 1950er Jahre die Bezirksverwaltung der Staatssicherheit Rostock ihren Sitz im Rostocker Hof und nutzte auch das sich daran anschließende Untersuchungsgefängnis in der Schwaanschen Straße. Ab 1960 bis zur Friedlichen Revolution führte die Volkspolizei die Untersuchungshaftanstalt, während die Stasi ihren unweit gelegenen Neubau am Grünen Weg nutzte, wo sich heute eine Gedenkstätte befindet. Hinter der Kreuzung zur Altbettelmönchsstraße liegt das Michaeliskloster. An der Ecke zur Wallstraße schließlich befindet sich das „Haus der Musik“. Das klassizistische Gebäude der ehemaligen Großen Stadtschule wird seit 2011 vom Konservatorium und der Musikschule Carl Orff benutzt.